# 秋元温泉
秋元温泉（あきもとおんせん）は、かつて青森県平川市（旧国陸奥国）の碇ヶ関温泉郷に存在した温泉。
秋元温泉としては一軒宿の温泉であるが、湯ノ沢川沿いにある3軒の温泉宿からなる湯ノ沢温泉の一部とされる場合もある。湯ノ沢温泉としては、3軒のうち最後まで営業していた温泉であったが、2012年9月をもって廃業した。
温泉旅館と湯治宿を兼ねる昔ながらの温泉宿であ、小さい男女別の浴場と、混浴の大浴場があった。

## 泉質
- 酸性硫化水素泉（緊張性低張性温泉）

硫化水素泉の濃度が高く、ガスの匂いのために卒倒する客もいたため、かつては夜間入浴が禁じられていた。

## 歴史
津軽藩が見つけて以来400年の歴史を持つとされる、湯ノ沢で最も古くからある温泉。「三日一廻りの霊泉」（3日間で一廻りの効果が現れる）として有名。
1994年（平成6年）に宿泊客の失火によって旅館部が全焼しリニューアルされたが、湯治部はそのまま残っていた。浴場は一部新しくなったが、以前からの湯治場の様相をそのまま残していた。2012年9月に廃業。

## 周辺
- 相乗温泉
- 道の駅やたて峠
- 矢立温泉
- 日景温泉